# Sarcophage des Époux (Louvre)
Le Sarcophage des Époux (dit aussi Sarcophage de Cerveteri) de Caere près de Rome, est malgré son nom une urne funéraire étrusque monumentale en terracotta initialement polychrome représentant deux époux allongés ensemble dans la pose du banquet étrusque. Il date de la fin du VIe siècle av. J.-C. (vers -520/-510).
L'œuvre est conservée au Louvre. Restaurée dans un atelier du Louvre-Lens, elle a été la pièce majeure de l'exposition Les Étrusques et la Méditerranée du 5 décembre 2013 au 10 avril 2014.

## Histoire
Cette pièce étrusque du type « Sarcophage des Époux », dont il existe plusieurs exemplaires  (comme celui de la villa Giulia), a été fabriquée à Caere (ville métropolitaine de Rome Capitale, Italie) vers 520 av. J.-C. Elles furent toutes découvertes sur le site de la nécropole de Banditaccia à Cerveteri, dans le Latium, vers 1850 par le marquis Giampietro Campana.
Cet exemplaire du musée du Louvre était détenu dans l'ancienne collection Campana, en 1845, puis il fut acquis par Napoléon III en 1861 pour le musée du Louvre.

## Description

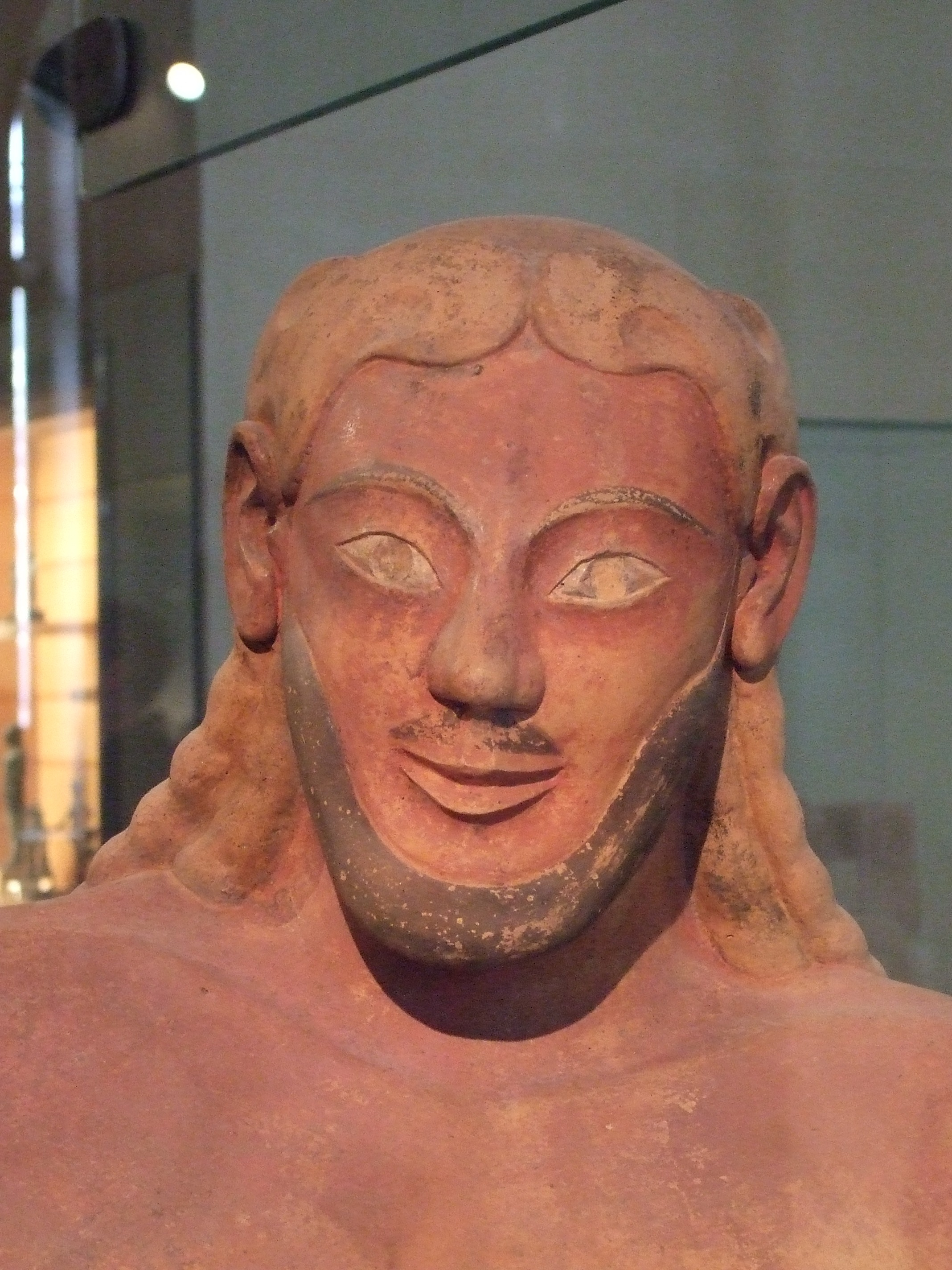
Détail de la tête de l'homme.

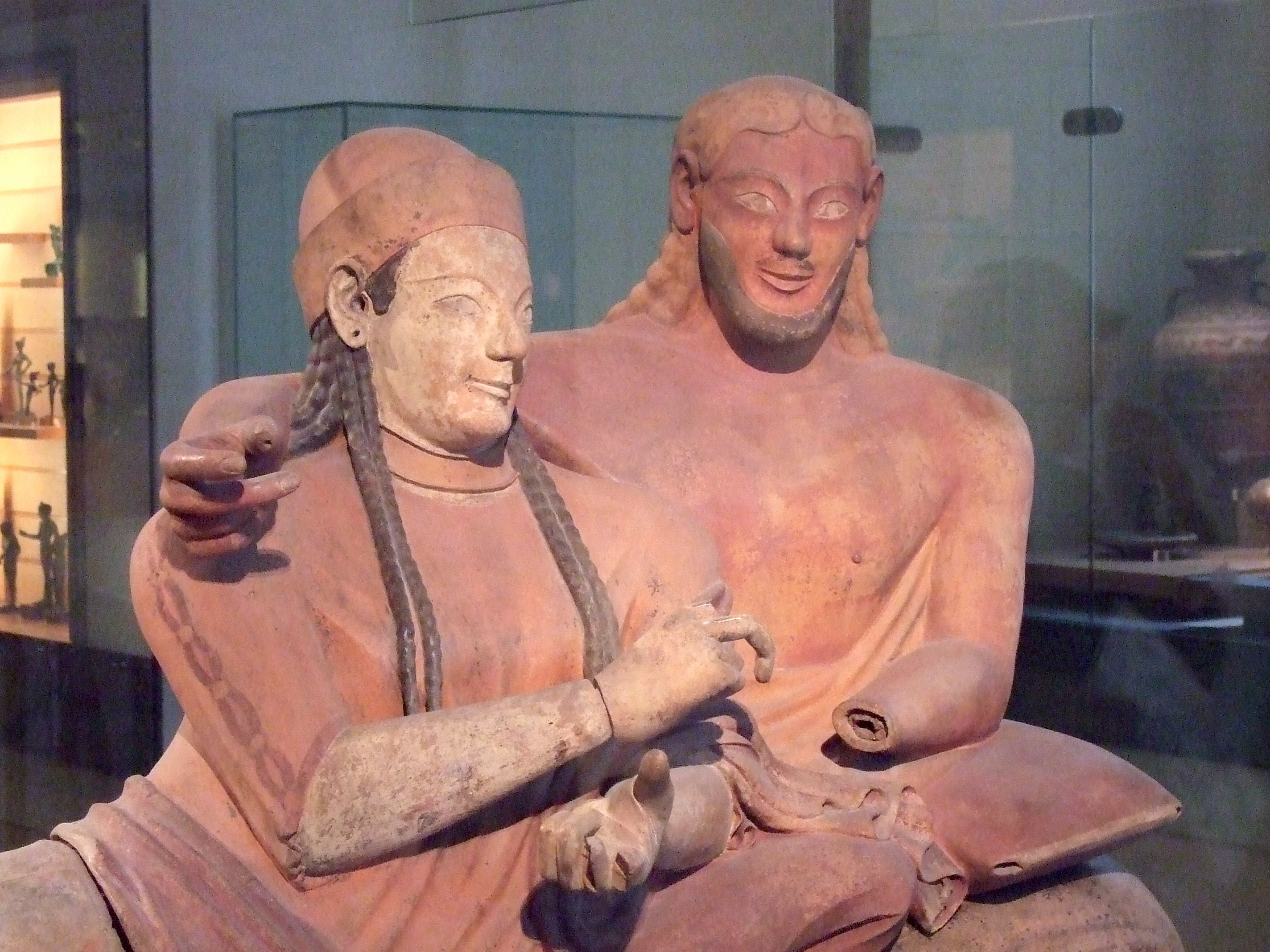
Détail des bustes.

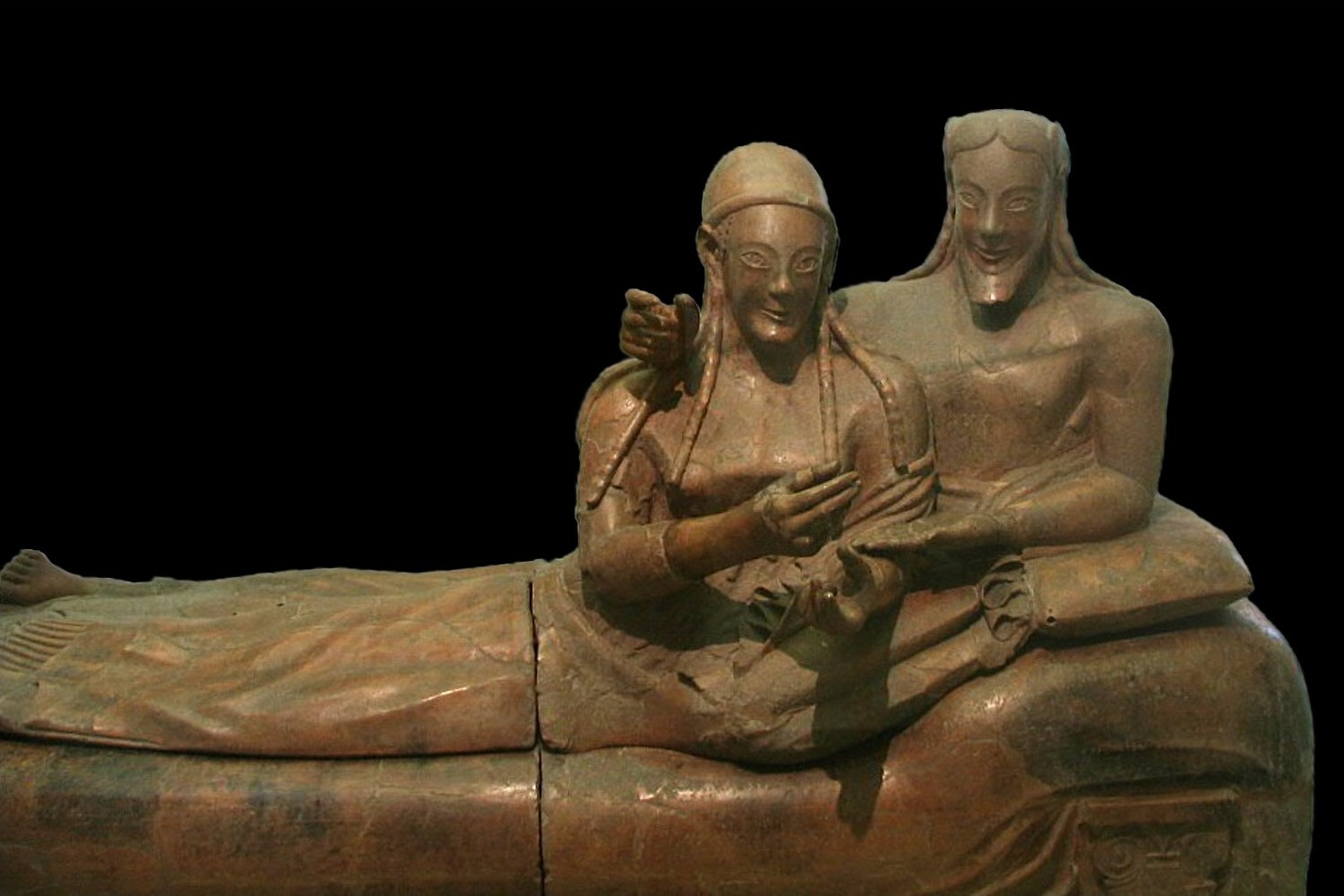
Exemplaire du musée national étrusque de la villa Giulia de Rome.

Il s'agit ici d'une urne cinéraire double, pour deux défunts. Ce type d'urne funéraire est conforme aux traditions étrusques du culte des morts : elle comporte un vase et un couvercle sur lequel est représenté, en sculpture, le défunt comme un banqueteur vivant, allongé sur le triclinium, souriant, le coude gauche appuyé sur des outres à vin (qui rappellent la consommation de vin dans les banquets), les jambes enveloppées. Le matelas du lit du banquet était décoré de bandes colorées. La femme verse du parfum dans la main de son époux, qui l'enlace. Les yeux sont petits et en amande, le nez droit et dans le prolongement du front, le menton pointu, et les cheveux méchés. L'une des mains, enchâssées dans le reste du corps, a disparu pour l'homme de l'exemplaire du Louvre, mais celui de la villa Giulia permet de reconstituer le geste.

## Analyse
La particularité de l'œuvre est sa grande taille (1,11 m x 0,69 m x 1,94 m). Une autre urne cinéraire, de même type, mais de dimensions plus réduites (H. : 56 cm ; L. : 28 cm ; l. : 58 cm) a été découverte sur le même site.
On voit ici l'expression du couple aristocratique maître de la maison, comme souvent dans les tombes contemporaines, avec aussi l'affirmation de l'importance des liens du mariage et de la femme, ainsi qu'une représentation idéale du bonheur dans l'au-delà. L'intimité de la relation conjugale se traduit  par la proximité du haut des corps qui se fondent ensuite  dans leur partie inférieure, « en une longue arabesque  qui va en s'aplatissant ».
La réalisation montre la capacité des ateliers étrusques à réaliser de grandes commandes, qui ont pu être répliquées et fabriquées à plusieurs exemplaires pour de riches aristocrates. En effet, on connait des versions réduites de cette typologie, reproduisant le même schéma. Les pièces, plus économiques, sont plus simples, moins abouties et moins travaillées, mais donnent très clairement à voir les traits de visage caractéristiques de l'influence ionienne (voir supra) sur l'art étrusque de l'époque archaïque.

## Restauration et exposition au Louvre-Lens
Le Sarcophage des Époux a été restauré au Louvre-Lens en octobre 2013, avant d'être exposé de décembre 2013 à avril 2014 dans l'exposition Les Étrusques et la Méditerranée,,,.

Restauration du Sarcophage des Époux (Cp 5194) avant l'exposition Les Étrusques et la Méditerranée, octobre 2013
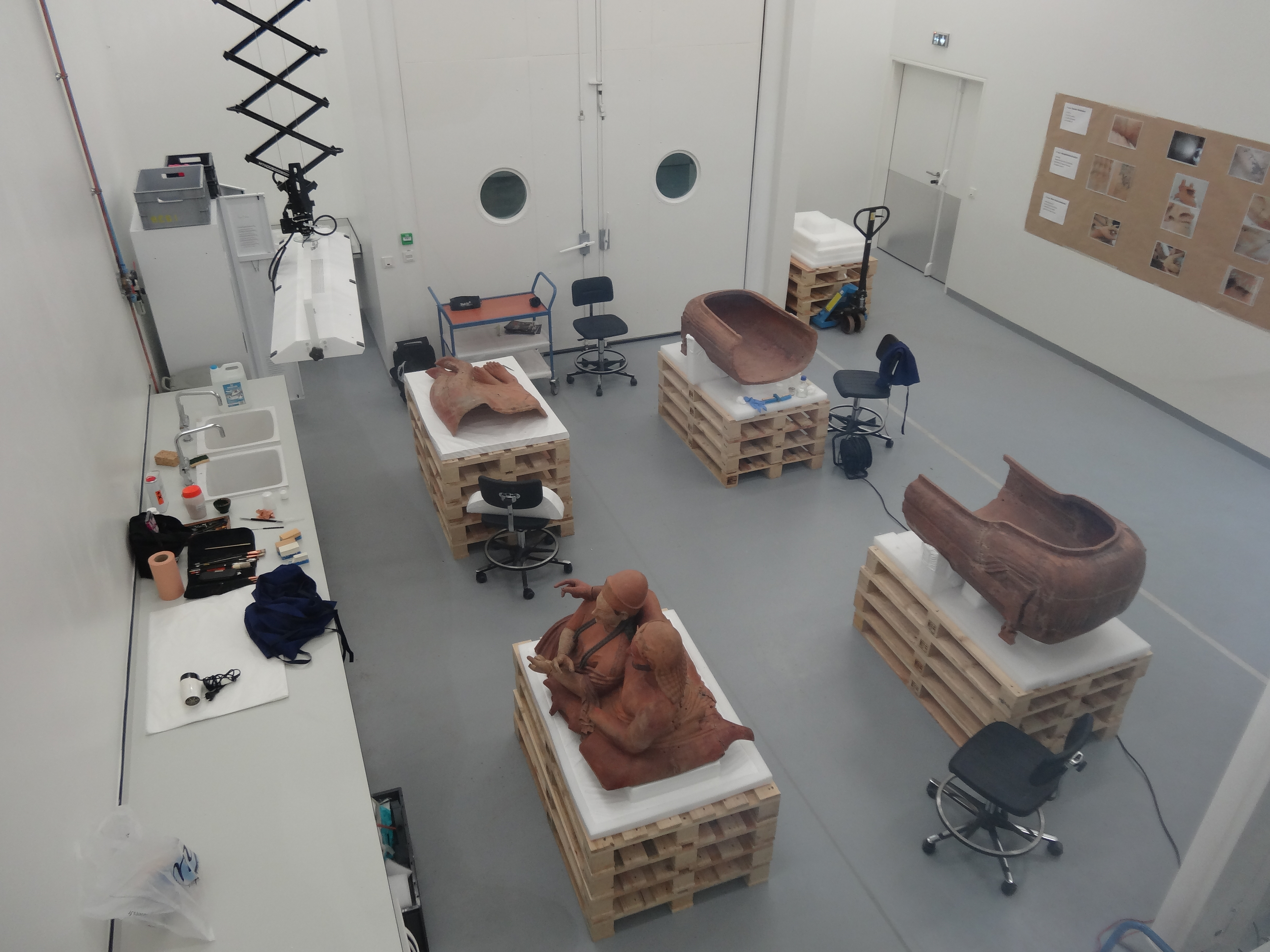
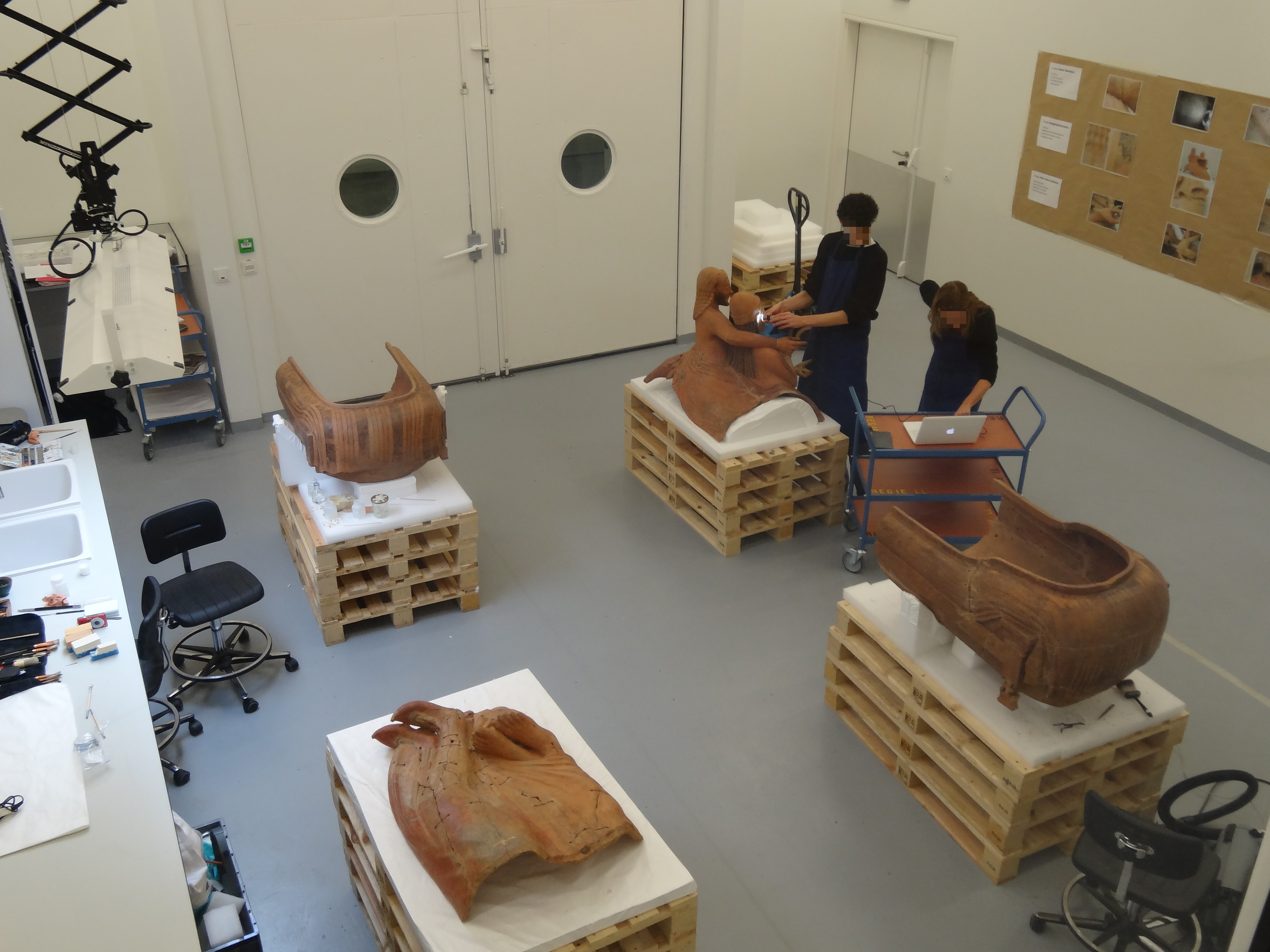